# Synodontis eupterus
Synodontis eupterus är en afrikansk fiskart i ordningen malartade fiskar som förekommer i Burkina Faso, Centralafrikanska republiken, Etiopien, Ghana, Kamerun, Mali, Nigeria, Sudan och Tchad. Den är främst nattaktiv. Den kan bli upp till 30 cm lång, och blir knappt 7 år gammal. Precis som sin släkting vändkölmal (Synodontis nigriventris) händer det att den simmar på rygg, särskilt vid födosök vid vattenytan eller i grottor.